# Vesna Zmijanac
Vesna Zmijanac (Nikšić, 4. januar 1957) srpska je folk pevačica. Jedna je od najvećih muzičkih zvezda osamdesetih i devedesetih godina, poznata po tome što je postavila nove standarde po ugledu na svetski šou-biznis u domenu javnog nastupa, spotova i scenskog izgleda. Najveći hitovi u njenoj karijeri su: Nevera moja; Dođi što pre; Ne kunite crne oči; Kunem ti se životom; Kad zamirišu jorgovani, sa Dinom Merlinom; Kazni me, kazni; Svatovi; Idem preko zemlje Srbije; Sebi sam bila i rat i brat; Malo po malo; Kraj nogu ti mrem; Svatovi. Do sada je izdala četrnaest albuma, šest singlova i nekoliko kompilacija. Pored pevačke karijere pojavljivala se i u nekoliko serija i filmova, kao što su Sok od šljiva, Kamiondžije 2, Kamiondžije opet voze.
Iz braka sa bivšim mužem Vladom Jovanovićem, svojevremeno šefom marketinga PGP RTS-a, 1989. godine dobila je ćerku Nikoliju, koja je po ugledu na majku započela svoju pevačku karijeru 2010-ih.
Pojavljivala se u rijalitijima Survivor Srbija 2010. godine, zajedno sa svojom ćerkom, i Farma 2016, koji je svojevoljno napustila nakon što je saznala da je Nikolija trudna, a zatim bila diskvalifikovana.
Vesna Zmijanac je članica Nove Srbije.

## Biografija
Rođena je 4. januara 1957. godine u Nikšiću gde joj je porodica (otac Dušan poreklom iz Siska, majka Kovina poreklom iz okoline Kraljeva) boravila zbog očevog posla. Kad je imala godinu dana, roditelji su joj se razveli, a ona je odrasla kod bake po majci u prigradskom naselju Kovači kraj Kraljeva. Završila je osnovnu školu u obližnjoj Ribnici i kurs za daktilografkinju. Svoj prvi pevački angažman je imala sa samo petnaest godina u kafani u mestu Bivolje kraj Kruševca, nakon čega je majka,koja je bila gastarbajter u Austriji, odvodi kod sebe u Beč gde jedno vreme provodi učeći srednjotehničku školu koju nikad nije završila i radeći na pokretnoj traci u jednoj od Simensovih fabrika. Ni tu se nije puno zadržala, ubrzo se vraćajući u Jugoslaviju gde nastavlja pevačku karijeru po kafanama na Ibarskoj magistrali.

### Muzički početak
Karijeru je započela 1979. godine singlom Ti nisi čovek koji zna da voli, posle kog je usledilo još nekoliko singlova i prvi album 1982. godine. Iste godine se pojavljuje u filmu Sok od šljiva i skreće veliku pažnju na sebe. 1985. snima svoj veliki hit Nevera moja, čiji je autor Miroljub Aranđelović Kemiš, Vesnin bivši suprug.

### 1980-e — velika zvezda
Godine 1986. snima album Dođi što pre, uz pomoć kompozitora i aranžera Dragana Stojkovića Bosanca koji je za samo mesec dana prodat u više od 400.000 primeraka. Do kraja te godine dostigao je vrtoglavi tiraž od 600.000 prodatih nosača zvuka. Vesna postaje velika jugoslovenska zvezda koja kreće na svoju prvu veliku turneju. Od te godine kreću vrtoglavi uspesi. Uspešan beogradski koncert u Pioniru, postaje pobednik popularnog Posela 202, osvaja Oskar popularnosti i nagradu MESAM za pevačicu i ženu godine. Od te godine se sve više u štampi govori o njenom rivalstvu sa, do tada, neprikosnovenom Lepom Brenom. Sve je to bilo zahvaljujući kvalitetnom albumu sa kojeg pet pesama postaju mega hitovi: Dođi što pre, Tri noći ne spavam, Ne kunite crne oči, Zaboravi me i Kraj nogu ti mrem. Sledećim albumom Jedan si ti, koji je prodat u tiražu od 650.000 primeraka, postaje kraljica estradnog Olimpa. Na albumu je bilo čak osam hitova: Kunem ti se životom, Mene nećeš ispiti ko vino, Idi, široko ti polje, Ako ga vidiš srećnog, Grom te ubio, Jedan si ti, Još jednom da te vidim i Sebe sam ranila. I te godine kreće na veliku jugoslovensku turneju i obara sve moguće rekorde po bivšoj SFRJ: dva puta puni beogradski Pionir i dva dana uzastopno peva pred krcatim Tašmajdanom. Opet osvaja nagrade za pevačicu godine, postaje pobednik Posela 202 po drugi put i osvaja nagradu MESAM za pevačicu godine. Sledećim albumom koji izlazi godinu dana kasnije potvrdila je poziciju prve folk dame. Na tom albumu iz 1988. koji je dostigao rekordni tiraž od 900.000 primeraka našlo se pet hitova: Eh, da je istina, Kad zamirišu jorgovani (duet Dino Merlin), Leto 88, Kazni me, kazni i Kraljica tuge. Duetska pesma Kad zamirišu jorgovani postaje njen najveći hit i vrh svih njenih vrhova. Usledila je treća velika jugoslovenska turneja i obaranje sopstvenih rekorda. Ovog puta je tri dana zaredom napunila beogradski Pionir, postavila rekord u sarajevskoj Zetri, gde je oboren rekord Bijelog Dugmeta od 23.000 posetilaca. Po treći put pobeđuje na Poselu 202, opet osvaja Oskara za najpopularniju pevačicu godine i osvaja treći MESAM kao pevačica godine. 1990. godine napušta PGP-RTB, prelazi u produkciju Komuna i snima album Svatovi, koji je prodat u tiražu od pola miliona nosača zvuka. Sa njega se izdvaja naslovna numera, kao i pesme Sto života, Sama, Vreme je da živim, Ne kuni ga, majko i Znam te odlično.

### 1990-e
U zimu 1991. kreće na svoju četvrtu veliku jugoslovensku turneju koja je za tadašnje prilike bila nešto neviđeno. Scenografija, ozvučenje, njena pojava bili su u znaku svetskog šou-biznisa. Iste godine polazi joj za rukom da održi deset solističkih koncerata u Sava centru. Na Oskaru popularnosti dobija nagradu za najtiražniji album godine. 1992. godine snima album Ako me umiriš sad, koji zahvaljujući nedovoljnoj promociji i početku rata prolazi nezapaženo. Sa albuma se izdvaja samo pesma I kao uvek kad zatreba. Vesna odlazi za Beč da bi provela vreme sa bolesnom majkom i pravi pauzu u svojoj karijeri. Nakon dve godine vraća se više nego uspešno na velika vrata domaće estrade. Na albumu iz 1994, prodatom u 200.000 primeraka, bilo je čak osam hitova: Idem preko zemlje Srbije, Znaš šta mi je žao, Ja imam nekog, a ti si sam (duet Slavko Banjac), Sebi sam bila i rat i brat, Idemo na more (duet Rambo Amadeus), Ti, gde si sad, Samo ja nikoga i Crni kaput. Sledi opet velika jugoslovenska turneja, nagrade, priznanja. U Diskos prelazi 1995. i drastično menja imidž, farbajući svoju kosu u crno. Album je prošao takođe uspešno sa pet hitova: Čujem da svetom putuješ, Malo po malo, Da li ti je večeras po volji, Ni majka, ni žena i Kad bih znala kako si. 1997. godine u ZaM produkciji snima album Posle svega dobro sam, sa koga hit postaje naslovna numera, kao i Bajagina pesma Da budemo noćas zajedno. Osvaja sve moguće nagrade i bukvalno nestaje sa scene.

### 2000-e
Pravi pauzu od šest godina i 2003. snima album za Grand produkciju Šta ostane kad padnu haljine, koji prolazi gotovo nezapaženo.

### 2010-e
Posle velike pauze, 2011. za PGP-RTS snima album Sokole, sa kog hitovi postaju pesme: Pevajte mi pesme, Mana, Sve za ljubav i naslovna numera. 2015. godine snima pesmu Ponovi za mnom, sa kojom učestvuje na Drugom Pinkovom festivalu, na kom pobeđuje.

## Diskografija

### Singlovi
Vesna Zmijanac je u svojoj karijeri objavila tri singl ploče.

#### 1979.
- Ti nisi čovek koji zna da voli / Hvala ti za sve (1979)
- Ostavljena žena / Pođi sa mnom il ostani s njom (1979)

#### 1981.
- Vetar duva oko kuće / Ko nam se u ljubav meša (1981)

### Albumi

#### 1982—1990.
- Ljubi me ljubi lepoto moja (1982)
- Ti mali (1983)
- Šta će meni šminka (1984)
- Zar bi me lako drugome dao (1985)
- Dođi što pre (1986)
- Jedan si ti (1987)
- Istina (1988)
- Svatovi (1990)

#### 1991—2000.
- Ako me umiriš sad (1992)
- Idem preko zemlje Srbije (1994)
- Malo po malo (1995)
- Posle svega dobro sam (1997)

#### 2001—
- Šta ostane kad padnu haljine (2003)
- Sokole (2011)

### VHS kompilacije
- To sam ja — PGP-RTB, 1988
- Hitovi — Diskos, 1995

### Kompilacije
- Najveći hitovi (1989)
- Nezaboravni hitovi

### Videografija
| Spot                         | Godina | Režiser         |
| ---------------------------- | ------ | --------------- |
| Nevera moja                  | 1985   |                 |
| Stari sat                    | 1985   |                 |
| Zar bi me lako drugome dao   | 1985   |                 |
| Zaboravi me                  | 1987   |                 |
| Hoću da me voliš             | 1987   |                 |
| Sebe sam ranila              | 1987   |                 |
| Grom te ubio                 | 1987   |                 |
| Što ćutiš, nevero            | 1988   |                 |
| Kazni me, kazni              | 1989   |                 |
| Kraj                         | 1989   |                 |
| Kraljica tuge                | 1989   |                 |
| Eh, da je istina             | 1989   |                 |
| Hop, hop, hop                | 1989   |                 |
| Oluja                        | 1989   |                 |
| Kad zamirišu jorgovani       | 1989   |                 |
| Leto ’88                     | 1989   |                 |
| Svatovi                      | 1990   |                 |
| Sto života                   | 1990   |                 |
| Zakletva                     | 1990   |                 |
| Vreme je da živim            | 1990   |                 |
| Dođi da se družimo           | 1990   |                 |
| Ne kuni ga, majko            | 1990   |                 |
| Ovo u grudima                | 1990   |                 |
| Ja imam nekog, a ti si sam   | 1994   |                 |
| Muškarci                     | 1994   |                 |
| Crni kaput                   | 1994   |                 |
| Ti gde si sad                | 1994   |                 |
| Drugovi moji                 | 1994   |                 |
| Samo ja nikoga               | 1994   |                 |
| Idemo na more                | 1994   |                 |
| Sebi sam bila i rat i brat   | 1994   |                 |
| Malo po malo                 | 1995   |                 |
| Da li ti je večeras po volji | 1995   |                 |
| Moj krevet                   | 1995   |                 |
| Kad bih znala kako si        | 1995   |                 |
| Ni majka, ni žena            | 1995   |                 |
| Da budemo noćas zajedno      | 1997   |                 |
| Vrati se, vrati              | 2003   |                 |
| Sokole                       | 2011   | Dejan Milićević |

### Ostalo
- Tri noći ne spavam — HFW produkcija, 2023 [— PGP RTB, 1987]

## Festivali
- 1979. Hit parada — Ti nisi čovek koji zna da voli
- 1981. Hit parada — Vetar duva oko kuće
- 1982. Hit parada — Ljubi me ljubi, lepoto moja
- 1983. Hit parada — Ti mali
- 1984. Hit parada — Šta će meni šminka
- 1984. MESAM — Šta bi ti bez mene
- 1985. Hit parada — Ori, Mile, al’ duboko
- 1985. MESAM — Nevero moja
- 1986. Hit parada — Nevero moja
- 1986. Poselo godine 202 — Nevero moja
- 1987. Poselo 202 — Kraj nogu ti mrem, pesma godine
- 1987. Ilidža — gošća revijalnog dijela festivala
- 1988. Hit parada - Idi, široko ti polje
- 1988. Poselo 202 — Nevero moja
- 1988. Poselo godine 202 — Kazni me, kazni, pobednica Posela
- 1988. Vogošća, Sarajevo — Što ćutiš nevero
- 1989. Hit parada — Kraljica tuge
- 1989. Poselo godine 202 — Kad zamirišu jorgovani (sa Dinom Merlinom) / Kazni me, kazni, pobednica Posela
- 1991. MESAM — Svatovi
- 1991. Poselo 202 — Ne kuni ga, majko
- 2008. Ilidža — Daruj mi noć, daruj mi tren (Veče legendi festivala)
- 2008. Ilidža — Sarajevske cure
- 2015. Pink music festival — Ponovi za mnom
- 2020. Sabor narodne muzike Srbije, Beograd — gošća prve takmičarske večeri festivala i dobitnica Nagrade nacionalnog  estradno-muzičkog umetnika Srbije

## TV emisije
- TV Poster Show Vesne Zmijanac (1987)
- To sam ja Show Vesne Zmijanac (1988)
- Istina Show Vesne Zmijanac (1989)

## Knjige
- Kad zamirišu jorgovani (autobiografska knjiga, 2000)

## Filmografija

### Filmovi
- Sok od šljiva (1981)
- Kamiondžije 2 (1983)
- Kamiondžije opet voze (1984)
- Novogodišnja priča (1994)

### Pesme iz filmova
- Uveli mi rumeni obrazi (Sok od šljiva) — 1981
- Poznati me nikad neće (Kamiondžije 2) — 1983

## Spoljašnje veze
- Vesna Zmijanac na sajtu  (језик: енглески)
- Albumom Jedan si ti ustoličuje se na estradnom Olimpu